# Harald Christian Strand Nilsen
Harald Christian Strand Nilsen (n. 7 mai 1971, Comuna Gjøvik, Oppland, Norvegia) este un schior alpin ce a reprezentat Norvegia, medaliat olimpic. A participat la o ediție a Jocurilor Olimpice (1994) în care a câștigat o medalie de bronz.

## Participări
Lista de mai jos prezintă principalele competiții la care a participat Harald Christian Strand Nilsen de-a lungul carierei.
- Alpint under Vinter-OL 1994 – Kombinasjon menn[*]